# Inlands södra tingslag
Inlands södra tingslag var mellan 1928 och 1948 ett tingslag i Göteborgs och Bohus län i Inlands domsaga. Tingsplatser var i Kungälv.
Tingslaget omfattade häraderna Inlands Södre härad, Kungälvs stad och Västerlanda socken. 
Tingslaget bildades 1928 av Inlands Södre tingslag som utökades och uppgick 1 januari 1948 i Inlands tingslag.